# Mistrovství Evropy juniorů v atletice 1981
6. Mistrovství Evropy juniorů v atletice – sportovní závod organizovaný EAA se konal v nizozemském Utrechtu. Závod s odehrál ve dnech 20. srpna – 23. srpna 1981.

## Výsledky

### Muži
| Soutěž            | Zlato                                                                  | Výkon    | Stříbro                                                                                 | Výkon    | Bronz                                                                  | Výkon    |
| 100 m             | Thomas Schröder                                                        | 10,14    | Rolf Kistner                                                                            | 10,33    | Pierfrancesco Pavoni                                                   | 10,39    |
| 200 m             | Thomas Schröder                                                        | 20,69    | Siergiej Sokołow                                                                        | 20,79    | Kimmo Saaristo                                                         | 20,83    |
| 400 m             | Todd Bennett                                                           | 47,18    | Jens Carlowitz                                                                          | 47,40    | Jörg Vaihinger                                                         | 47,48    |
| 800 m             | József Bareczki                                                        | 1:46,17  | István Szalai                                                                           | 1:46,94  | Chris McGeorge                                                         | 1:47,03  |
| 1500 m            | Steffen Oehme                                                          | 3:44,24  | Didier Poirier                                                                          | 3:44,49  | Anatolij Legieda                                                       | 3:44,66  |
| 3000 m            | Rainer Wachenbrunner                                                   | 7:57,18  | Frank Heine                                                                             | 7:59,05  | Jean-Pierre Ndayisenga                                                 | 8:01,30  |
| 5000 m            | Gábor Szabó                                                            | 13:56,42 | Salvatore Antibo                                                                        | 14:03,73 | Axel Kripschock                                                        | 14:05,02 |
| 110 m překážek    | Holder Pohland                                                         | 13,80    | Andreas Oschkenat                                                                       | 13,85    | Viktor Batračenko                                                      | 14,10    |
| 400 m překážek    | Krasimir Demirev                                                       | 50,45    | Olivier Gui                                                                             | 50,63    | Hans-Jürgen Ende                                                       | 50,75    |
| 2000 m překážek   | Paul Davies-Hale                                                       | 5:31,12  | Gilbert Jüchert                                                                         | 5:38,02  | Lew Glinskich                                                          | 5:38,61  |
| Štafeta 4 × 100 m | NDR Karsten Weller Steffen Bringmann Andreas Oschkenat Thomas Schröder | 39,88    | Sovětský svaz Siergiej Poliszczuk Siergiej Sokołow Aleksandr Siwczenko Iwan Swiatnienko | 40,21    | Finsko Juha Pyy Jouni Törrönen Ilari Jauro Kimmo Saaristo              | 40,58    |
| Štafeta 4 × 400 m | NDR Uwe Preusche Frank Löper Eckard Trylus Jens Carlowitz              | 3:04,58  | Spojené království John Weston Eugene Gilkes Paul Dunn Todd Bennett                     | 3:07,49  | Západní Německo Markus Söhnge Mathias Kaulin Heiko Emde Jörg Vaihinger | 3:07,91  |
| Chůze na 10 000 m | Ralf Kowalsky                                                          | 39:56,23 | Alexandr Potašov                                                                        | 41:39,35 | Viktor Mostovik                                                        | 41:46,56 |
| Skok do výšky     | Krzysztof Krawczyk                                                     | 2,26 m   | William Motti                                                                           | 2,19 m   | Oleg Azizmuradov                                                       | 2,19 m   |
| Skok o tyči       | František Jansa                                                        | 5,35 m   | Pierre Quinon                                                                           | 5,30 m   | Olaf Kasten                                                            | 5,25 m   |
| Skok daleký       | André Reichelt                                                         | 7,76 m   | Sergiej Rodin                                                                           | 7,73 m   | Andreas Zwansig                                                        | 7,70 m   |
| Trojskok          | Sergiej Akvalediani                                                    | 16,76 m  | Alexandr Leonov                                                                         | 16,54 m  | Michael Makin                                                          | 15,95 m  |
| Vrh koulí         | Andreas Horn                                                           | 18,71 m  | Ulf Timmermann                                                                          | 18,45 m  | Karsten Stolz                                                          | 17,77 m  |
| Hod diskem        | Kamen Dimitrov                                                         | 56,62 m  | Thomas Christel                                                                         | 56,12 m  | Erik de Bruin                                                          | 55,88 m  |
| Hod kladivem      | Christop Sahner                                                        | 68,92 m  | Siergiej Dorożon                                                                        | 68,48 m  | Vjačeslav Korovin                                                      | 68,36 m  |
| Hod oštěpem       | Uwe Hohn                                                               | 86,56 m  | Roald Bradstock                                                                         | 79,18 m  | Fabio Michielon                                                        | 75,26 m  |
| Desetiboj         | Michail Romanjuk                                                       | 7 918    | Torsten Voss                                                                            | 7 912    | Sven Reintak                                                           | 7 497    |

### Ženy
| Soutěž            | Zlato                                                                    | Výkon   | Stříbro                                                                            | Výkon   | Bronz                                                                       | Výkon   |
| 100 m             | Katrin Böhme                                                             | 11,33   | Shirley Thomas                                                                     | 11,43   | Carola Beuster                                                              | 11,50   |
| 200 m             | Sabine Riegerová                                                         | 22,91   | Valentina Božinová                                                                 | 23,13   | Carola Beusterová                                                           | 23,31   |
| 400 m             | Irina Żdanovová                                                          | 53,21   | Heike Bohne                                                                        | 53,54   | Linsey MacDonaldová                                                         | 54,24   |
| 800 m             | Ines Vogelgesangová                                                      | 2:02,65 | Anna Rybicka                                                                       | 2:03,83 | Ljubov Cioma                                                                | 2:04,33 |
| 1500 m            | Betty van Steenbroecková                                                 | 4:15,75 | Jelena Maljkina                                                                    | 4:17,31 | Kirsti Voldnes                                                              | 4:18,72 |
| 3000 m            | Ludmila Sudaková                                                         | 8:58,30 | Birgit Mauerová                                                                    | 9:20,01 | Uta Möckelová                                                               | 9:22,00 |
| 100 m překážek    | Katrin Böhme                                                             | 13,20   | Gloria Kowariková                                                                  | 13,27   | Anne Piquereau                                                              | 13,76   |
| 400 m překážek    | Sylvia Kirchnerová                                                       | 56,41   | Anita Lauvensteins                                                                 | 56,93   | Margarita Ponomarjovová                                                     | 57,45   |
| Štafeta 4 × 100 m | NDR Silke Gladischová Sabine Riegerová Katrin Böhmeová Carola Beusterová | 43,77   | Francie Véronique Ponchot Marie-Christine Cazier Laurence Bily Marie-France Loval  | 44,61   | Západní Německo Andrea Niggemann Anne Griese Andrea Hannemann Andrea Bersch | 45,11   |
| Štafeta 4 × 400 m | NDR Cornelia Feuerbachová Carola Witzel Ines Vogelgesang Heike Bohne     | 3:30,39 | Sovětský svaz Irina Zacharowa Lubow Kiriuchina Margarita Ponomariowa Irina Zdanowa | 3:31,41 | Západní Německo Anne Griese Sylvia Nagel Kirsten Fuhrken Silke Kondziella   | 3:36,90 |
| Skok do výšky     | Andrea Brederová                                                         | 1,90 m  | Alessandra Fossati                                                                 | 1,88 m  | Larisa Kosicyna                                                             | 1,86 m  |
| Skok daleký       | Heike Dauteová                                                           | 7,02 m  | Jelena Lugovaja                                                                    | 6,43 m  | Joyce Oladapo                                                               | 6,36 m  |
| Vrh koulí         | Konstanza Simmová                                                        | 17,21 m | Gabriele Reinschová                                                                | 17,03 m | Světlana Mitkova                                                            | 16,50 m |
| Hod diskem        | Diana Sachseová                                                          | 57,30 m | Světlana Mitkova                                                                   | 55,60 m | Larisa Michalčenková                                                        | 53,38 m |
| Hod oštěpem       | Antoaneta Todorovová                                                     | 64,12 m | Antje Kempe                                                                        | 60,60 m | Karin Bergdalová                                                            | 58,40 m |
| Sedmiboj          | Anke Trögerová                                                           | 6 032   | Ilona Dietze                                                                       | 5 991   | Tatjana Stojčeva                                                            | 5 764   |

## Medailové pořadí
| Umístění | Stát                       | Zlato | Stříbro | Bronz | Celkem |
| -------- | -------------------------- | ----- | ------- | ----- | ------ |
| 1.       | NDR                        | 22    | 13      | 7     | 42     |
| 2.       | Sovětský svaz              | 4     | 11      | 11    | 26     |
| 3.       | Bulharská lidová republika | 3     | 1       | 2     | 6      |
| 4.       | Spojené království         | 2     | 3       | 4     | 9      |
| 5.       | Západní Německo            | 2     | 1       | 5     | 8      |
| 6.       | Maďarská lidová republika  | 2     | 1       | 0     | 3      |
| 7.       | Polsko                     | 1     | 1       | 0     | 2      |
| 8.       | Belgie                     | 1     | 0       | 1     | 2      |
| 9.       | Československo             | 1     | 0       | 0     | 1      |
| 10.      | Francie                    | 0     | 5       | 1     | 6      |
| 11.      | Itálie                     | 0     | 2       | 2     | 4      |
| 12.      | Finsko                     | 0     | 0       | 2     | 2      |
| 13.      | Nizozemsko                 | 0     | 0       | 1     | 1      |
| 13.      | Norsko                     | 0     | 0       | 1     | 1      |
| 13.      | Švédsko                    | 0     | 0       | 1     | 1      |
| Celkem   | Celkem                     | 38    | 38      | 38    | 114    |